# ELMo
ELMo — це одна з систем вкладання слів для представляння слів та фраз як векторів. Лексеми рівня символів беруть як входи до двоспрямованої ДКЧП, що виробляє вкладення рівня слів. Як і BERT (але на відміну від вкладень слів, які виробляють підходи «торби слів» та раніші векторні підходи, такі як word2vec та GloVe), вкладання ELMo є чутливими до контексту, виробляючи відмінні представлення для слів, що мають однакове написання, але різні значення (омоніми), такі як англ. bank у англ. river bank (річковий берег) та англ. bank balance (банківський залишок).
Її побудував та підтримує Інститут Аллена науки про мозок та Вашингтонський університет.